# Резолюция 134 на Съвета за сигурност на ООН
Резолюция 134 на Съвета за сигурност на ООН е приета на 1 април 1960 г. по повод жалбата на 28 страни - членки на ООН, срещу „ситуацията, възникнала в резултат на многочислените убийства на невъоръжени и мирни демонстранти, протестиращи против расовата дискриминация в Южноафриканския съюз“.
Резолюция 134 признава, че ситуацията се дължи на расовата политика, провеждана от правителството на Южноафриканския съюз, и на упоритото пренебрежение, с което това правителство се отнася към резолюциите на Общото събрание на ООН, които го призовават да преразгледа политиката си и да я приведе в съответствие със своите ангажименти и отговорности, произтичащи от Хартата на Обединените нации.
Като отчита възмущението и дълбоката тревога сред правителствата и народите по света, породени от събитията в Южноафриканския съюз, Съветът за сигурност признава, че ситуацията в Южноафриканския съюз води до международно напрежение и може да застраши международния мир и сигурност. Като изразява своето съжаление за многобройните жертви и съчувствието си към техните семейства, Съветът за сигурност призовава правителството на Южноафриканския съюз да предприеме мерки за постигане на расово разбирателство, основано на равенство, да увери, че създалото се там положение ще бъде прекратено и няма да се повтори, като и да се откаже от политиката си на апартейд и расова дискриминация.
Резолюция 134 е приета с мнозинство от 9 гласа „за“, като двама от членовете на Съвета – Франция и Обединеното кралство – гласуват „въздържали се“.